# Sphyraena helleri
Sphyraena helleri es un pez de la familia de los esfirénidos en el orden de los perciformes.

## Morfología
Pueden alcanzar los 80 cm de largo total.

## Distribución geográfica
Se encuentran en las costas del océano Índico (desde el África Oriental hasta las Islas Mascareñas) y en las del Pacífico (desde el sur del Japón hasta el Mar del Coral, la Polinesia Francesa y las Hawái).